# Districte de Raichur
El districte de Raichur (canarès ರಾಯಚೂರ್) és una divisió administrativa de Karnataka amb capital a Raichur. El territori és conegut per Doab de Raichur i es troba entre els rius Kistna i Tungabhadra. La població segons el cens del 2001 era d'1.669.762 habitants i la superfície de 6.839 km² 
El districte està dividit en cinc tehsils o talukes:
- Raichur
- Devadurga
- Sindhanur
- Manvi
- Lingsugur

## Història
Abans de la conquesta musulmana fou part del regne de Warangal, i fou conquerida per Malik Kafur el 1312; després va quedar subjecte a Vijayanagar però a la segona meitat del segle va quedar en mans del sultanat bahmànida, i a la seva descomposició al final del segle xv, als adilshàhides de Bijapur. Aquest sultanat fou conquerit per Aurangzeb el 1686 però només va restar a l'Imperi Mogol fins al 1724 quan va quedar dins els dominis del nizam que va establir la seva capital a Hyderabad. En el tractat de 1853 fou assignat als britànics però fou retornat al nizam el 1860. El 1877 i 1878 fou escenari d'una fam terrible i devastadora. El districte fou part de la divisió de Gulbarga. La seva superfície fins al 1905 era de 9.934 km² de les quals 6.006 km² eren terres khalsa i la resta samasthans i jagirs. El nombre de ciutats i pobles (incloent els jagirs i samasthans) era de 899. La població era:398.782 (1881), 512.455 (1891), 509.249 (1901).
Les ciutats principals eren Raichur, Gadwal, Koppal, Mudgal, Deodrug, Kallur i Manvi. Els hindús formen el 90% de la població; el 51% parlava telugu, el 37% canarès i el 9% urdú. Administrativament la formaven sis talukes i diversos jagirs i samasthans. les talukes eren: Raichur, Yadgir, Alampur, Yergara, Manvi i Deodrug.
El 1905 Yergara fou repartida entre les talukes veïnes de Manvi, Raichur i Deodrug, i Yadgir fou transferida al districte de Gulbarga; d'altra banda foren transferides al districtes les talukes de Lingsugur, Gangawati, Kushtagi i Sindhnur del desaparegut districte de Lingsugur. Així va quedar amb 3 subdivisions i 8 talukes:
- Subdivisió I sota un talukdar de 2a classe: (Lingsugur, Gangawati i Kushtagi)
- Subdivisió II sota un talukdar de 3a classe: (Deodrug, Sindhnur i Manvi)
- Subdivisió III sota un talukdar de 3a classe: (Raichur i Alampur)

A més els grans samasthans de Gadwal i Amarchinta, i els dos jagirs de Koppal i Yelbarga (de la família Salar Jang). El primer talukdar (talukdar de 1a classe) era supervisor dels altres i cap de la policia. Cada taluka estava governada per un tahsildar. La taluka de Raichur tenia 1362 km² i una població el 1901 de 94.695 habitants; la capital era Raichur que tenia 22.165 habitants; hi havia a la taluka 128 pobles dels uals 18 en jagir; la taluka fou ampliada el 1905 amb part de l'antiga de Yergara; els samasthans de Gadwal i Amarchinta estaven a l'est i al nord-est de la taluka i tenien una població de 96.491 i 34.147 habitants respectivament sents les capitals Gadwal (10.195 habitants) i Amarchinta.
Les castes principals eren els kapus, els lingayats i els bedars. El 56% de la població treballava directament en l'agricultura

## Arqueologia
- Fort de Raichur, construït per Gore Gangaya Ruddivaru, ministre del raja de Warangal entre 1294 i 1301.
- Forts de Deodrug, Yadgir, Alampur i Maliabad